# Aniquilación (película)
Aniquilación (título original: Annihilation) es una película estadounidense de ciencia ficción de 2018, dirigida por Alex Garland y protagonizada por Natalie Portman y Oscar Isaac. La película, estrenada en los cines estadounidenses el 23 de febrero y en Netflix el 12 de marzo de 2018, está basada en la premiada novela homónima escrita por el autor estadounidense Jeff VanderMeer en 2014.

## Resumen
Lena (Natalie Portman), una profesora de biología celular, está llorando a su marido perdido Kane (Oscar Isaac), que un año antes se embarcó en una misión secreta y nunca volvió. Un día, él aparece inexplicablemente en su habitación compartida mientras que Lena la está pintando. No recuerda nada de su misión ni cómo llegó a la casa. Rápidamente se vuelve mortalmente enfermo y se tiene que llevar al hospital. Mientras están de camino, un grupo de coches misteriosos les secuestra y les lleva al sede del Southern Reach, una organización clandestina gubernamental encargada con averiguar las entrañas de "Área X," o coloquialmente el "Brillo," una zona en la que no se aplican ni las leyes de la naturaleza ni de la física, y que tiene una frontera reluciente y constantemente en expansión. Kane fue parte de una misión que intentó explorar el Brillo y es el único que volvió vivo.
La directora del Southern Reach, la psicóloga Ventress (Jennifer Jason Leigh) le dice a Lena que para salvar Kane, hay que descifrar los secretos del Brillo. Invita a Lena en otra misión al Brillo, compuesta de geóloga Cassie (Tuva Novotny), física Josie (Tessa Thompson); y paramédica Anya (Gina Rodriguez). Lena no informa a las otras en la expedición de que Kane es su esposo. Al entrar al Brillo, ellas comienzan a notar cosas biológicas extrañas, como un cocodrilo con dientes de tiburón que ataca a Josie antes de ser disparado por Anya. En un destacamento abandonado, descubren evidencia de la expedición previa que incluyó a Kane, como una cinta de video mostrando Kane abriendo el estómago de su compañero, presentando intestinas que se deslizan como gusanos. Luego, encuentran el esqueleto del hombre, que ha sido colonizado por líquenes coloridos.
Más tarde, el equipo duerme mientras vigilan Lena y Ventress. Hablan del impulso humano innato por la autodestrucción y Ventress afirma que fue una buena idea de no contar a las otras de que Kane es el marido de Lena. Cassie se les acerca para hacerse cargo de su turno pero aparece un oso mutante y enorme que le muerda y se le lleva; Lena, más tarde, encuentra su cuerpo mutilado. Esto aumenta las tensiones dentro del grupo y Anya intenta persuadir a que todas regresen a la frontera. La paranoia va consumiendo a Anya, exacerbada cuando ella presencia sus huellas dactilares cambiando ante sus ojos. Después de descubrir que Kane fue el esposo de Lena, Anya ata a Ventress, Lena, y Josie, y les interroga sobre la muerte de Cassie, que Anya sospecha fue causada por Lena. De repente, escuchan los gritos de Cassie en la parte de afuera, y Anya va corriendo para rescatarle, sin embargo, los gritos fueron del oso mismo; entonces sucede que se dan cuenta de que el oso puede imitar los gritos de sus víctimas, este se encuentra a punto de matar a todas, cuando Anya aparece y le dispara. El oso la persigue y mata, y Josie acaba con el oso gracias a su ametralladora.
Ventress se va del grupo por el faro al centro del Brillo, dónde parece que estribe la fuente de la anomalía. Josie y Lena descubren plantas que tienen la forma de humanos. Al ver estas Josie teoriza de que el Brillo se comporta como un prisma; refractando no solo la luz, sino también las señales de comunicación e incluso la información genética. Esto explica la variedad de mutaciones. Josie se pone a creer que no se puede evitar este cambio genético y con gusto se convierte en una de las plantas humanas por delante de Lena.
Lena decide a seguir a Ventress al faro. Al llegar, descubre un agujero extraño rodeado por viñas a su lado, que parece ser el resultado de un impacto de meteorito, y una cinta de video que muestra el faro y Kane. En el vídeo Kane le explica como el Brillo le ha cambiado la mente hasta que él no puede aguantarlo más, y le encarga a él que graba que encuentre a Lena. En vídeo se mata por encender una granada de fósforo. El grabador se revela como el doppelgänger de Kane.
Lena sigue el trayecto del meteorito a una cavidad por debajo del faro, dónde encuentra Ventress. Su mente y cuerpo han sido alterados, ya no tiene ojos, y apenas reconoce a Lena. Ventress opina que la entidad que está generando el Brillo "no es como nosotros" y, mientras que no sepa lo que quiere, cree que el Brillo finalmente se expandirá para abarcar todo el mundo. Al decir esto Ventress se disuelve en una lluvia de luz que vuelve a montarse en una criatura alienígena sin forma física, que parece un Mandelbulbo brillante y oscilante. Absorbe una gota de sangre de Lena y la clona una y otra vez hasta que la criatura se haya convertido en un humanoide que copia todos los movimientos de Lena. Después de una pelea breve, Lena engaña a la criatura para que tome una de las granadas de Kane. Ella enciende la granada en las manos de la criatura justo cuando se transforma en su doppelgänger. La criatura, sujetando la granada en llamas, tranquilamente entra la cavidad a medida que Lena se escapa. El faro se quema completamente y por fin se va el Brillo.
En la base del Southern Reach, Lena visita al doppelgänger de Kane. Le pregunta a él si es el Kane auténtico, y él contesta que cree que no. Él le hace la misma pregunta a Lena, que dice que no sabe. Se abrazan y sus ojos comienzan a relucir.

## Reparto
En su reparto, destaca la presencia de Natalie Portman, con el rol de una bióloga y miembro de la expedición Número 12.  Por otro lado, Garland volvió a contar dos actores de su primer gran éxito como director, Ex Machina: Oscar Isaac, que desempeñaba el rol de un excéntrico y brillante científico, y la japonesa Sonoya Mizuno, encargada del papel de la robot Kyoko, dotada con inteligencia artificial limitada.

### Personajes principales
- Natalie Portman como Lena, bióloga y miembro de la expedición científica.
- Jennifer Jason Leigh como la doctora Ventress, psicóloga y líder de la expedición científica.
- Gina Rodriguez como Anya Thorensen, paramédica y miembro de la expedición científica.
- Tessa Thompson como Josephine «Josie» Radek, física y miembro de la expedición científica.
- Tuva Novotny como Cassie Sheppard, topógrafa, geóloga y miembro de la expedición científica.

### Personajes secundarios
- Oscar Isaac como Kane, marido Lena y soldado miembro de la expedición anterior.
- David Gyasi como Daniel.
- Sonoya Mizuno como Katie.
- Honey Holmes como Angela Holmes, científica.
- Bern Collaço como Bern, científico.
- Cosmo Jarvis como Edward Mannering, miembro del escuadrón de operaciones especiales.
- John Schwab como paramédico.

## Producción
Alex Garland toma las riendas como director de la adaptación cinematográfica de una de las novelas más premiadas y best-seller del escritor estadounidense Jeff VanderMeer, publicada en 2014, y la cual es la primera parte de la trilogía de novelas conocida como Southern Reach, compuesta por Annihilation, Authority y Acceptance. Antes de esta película, Garland trabajó como guionista de las cintas 28 días después (2002), Sunshine (2007) y Ex Machina (2015), la cual también dirigió (siendo su primera película) y que le mereció la nominación a los Óscar.
La película se divide, en su mayor parte, entre escenas que ocurren dentro de las instalaciones científicas instaladas fuera del Área X y, principalmente, lo que ocurre más allá del límite, dentro del Área X. En esta zona los efectos especiales son imprescindibles para reproducir la imaginación que Jeff VanderMeer había plasmado en sus libros para así dar vida a una especie de submundo dentro de la Tierra, una región donde las leyes físicas conocidas han perdido todo su efecto. Un lugar donde según el director «la parte de la belleza (visual) era muy importante» y añadiendo que «Incluso cuando es sombrío, y algo oscuro está sucediendo, hay una belleza bastante evidente, y nos esforzamos por asegurarnos de que así sea».
Por otro lado, el autor de la novela que ya visualizó escenas de la película mientras se realizaban, declaró que esa adaptación de su libro «en realidad, es más surrealista que la novela», y que posee aspectos distintos a la obra original, resaltando el actor Oscar Isaac en ese mismo sentido  su fotografía como «visualmente, es increíble». También destacó la dualidad de sentimientos entre lo que entra por los ojos y que realmente sucede y se vive, calificándola como «Asombrosa, surrealista, extremadamente hermosa y extremadamente horrible. Estaba tan tenso que nuestros cuerpos se sentían doloridos».

### Filmación
Algunos de los lugares donde se han grabado escenas se encuentran en el Reino Unido, aunque se intentó filmar en Florida, Estados Unidos, pero se descartó debido a que su densa vegetación, visualmente, no daba la imagen de amplitud que se buscaba plasmar en la película.
| País        | Región       | Lugar              |
| ----------- | ------------ | ------------------ |
| Reino Unido | Berkshire    | Windsor Great Park |
| Reino Unido | Gran Londres | Londres            |
| Reino Unido | Norfolk      | Playa de Holkham   |

### Banda sonora
Alex Garland confió la banda sonora al británico Geoff Barrow, miembro de la banda Portishead, y con quien ya había trabajado, puesto que en el 2015 le encargó la banda sonora para su primera película, Ex Machina. La banda sonora también contó con la colaboración del compositor Ben Salisbury.

## Estreno
Debido a una proyección de prueba mal recibida, David Ellison, financiero y productor de Skydance, se preocupó de que la película fuera "demasiado intelectual" y "demasiado complicada", y exigió cambios para que atrajera a una audiencia más amplia, incluyendo la modificación del personaje de Portman haciéndolo más simpático, y cambiando el final. El productor Scott Rudin se puso del lado del director, quien no quiso alterar la película. Rudin, que tenía el privilegio de corte final, defendió la película y se negó a aceptar las exigencias de Ellison.
El 7 de diciembre de 2017, se anunció que debido a los enfrentamientos entre Rudin y Ellison y el cambio en el liderazgo de Paramount, se  había llegadoa un acuerdo que permitía a Netflix distribuir la película a nivel internacional. Según este acuerdo, Paramount se encargaría del estreno en Estados Unidos, Canadá y China, mientras que Netflix comenzaría a transmitir la película en otros territorios 17 días después.
La película se estrenó en cines de los Estados Unidos el 23 de febrero de 2018 por Paramount Pictures y digitalmente en otros mercados el 12 de marzo de 2018 por Netflix. Garland expresó su decepción con la decisión de hacer coincidir la distribución digital con la cinematográfica y dijo: "Hicimos la película para el cine". El 5 de enero de 2019, la película se estrenó digitalmente en el competidor de Netflix, Hulu.
Aniquilación se lanzó en Digital HD el 22 de mayo de 2018 y en Ultra HD Blu-ray, Blu-ray y DVD el 29 de mayo de 2018.

## Recepción
En Rotten Tomatoes, la película tiene un índice de aprobación del 88%, basado en 323 reseñas, con una calificación promedio de 7.7/10 . El consenso crítico del sitio web dice: "Annihilation respalda sus maravillas visuales de ciencia ficción y sus emociones viscerales de género con una exploración impresionantemente ambiciosa, y sorprendentemente extraña, de temas desafiantes que deberían dejar al público reflexionando mucho después de que aparezcan los créditos finales". En Metacritic, la película tiene una puntuación media ponderada de 79 sobre 100, según las reseñas de 51 críticos, lo que indica "críticas generalmente favorables".
Richard Roeper del Chicago Sun-Times le dio a la película cuatro de cuatro estrellas, elogiándola por asumir riesgos y diciendo: "Felicitaciones a Garland y al elenco, pero también bravo a Scott Rudin. Aparentemente reconociste una obra maestra cuando la viste, y te aseguraste de que nosotros también pudiéramos verla". Escribiendo para Rolling Stone, Peter Travers elogió al elenco y la escritura y dirección de Garland, dándole a la película tres estrellas y media de cuatro y diciendo, "Garland no necesita disculparse por Annihilation. Es un acertijo vigorizante con el coraje de su propia ambigüedad. Encuentras las respuestas en tu propia cabeza, en tu propio tiempo, en tus propios sueños, donde los mejores acertijos de ciencia ficción dejan las cosas". The Economist describió la película como "caminar sobre la cuerda floja en la delgada línea entre un misterio abierto que expande la mente y una tontería letárgica y pretenciosa", pero elogió su última media hora. Alison Willmore opinó para BuzzFeed: "Aniquilación es un combustible cerebral para pesadillas, pero quizás la cualidad más destacada es lo poco que se relaciona la película con las tendencias actuales de la ciencia ficción convencional. James Berardinelli de ReelViews escribió: "Esta película, a diferencia de algo producido para una audiencia masiva, trata sobre lo que sucede en los momentos tranquilos entre las secuencias ruidosas y sensacionales. Kyle Smith de National Review, por su parte criticó que: "Hacer películas que siguen siendo en gran medida vagas está demostrando ser una excelente manera de obtener críticas entusiastas en estos días, pero permanecer artísticamente vagos me parece más bien un disfraz para un trabajo no terminado correctamente. Bjarne Bock enfatizó apreciativamente en Serialjunkies: “En su segundo trabajo como director, Alex Garland plantea preguntas incómodas sobre nuestros motivos más íntimos y, por lo tanto, proporciona una visualización impresionante del cuadro clínico de la depresión. Bock describió la película como una mezcla de películas clásicas como 2001: A Space Odyssey, Stalker, Apocalypse Now, Alien, Jurassic Park y Avatar .